# Raymondcia klugei
Raymondcia klugei är en mossdjursart som först beskrevs av Gontar 1982.  Raymondcia klugei ingår i släktet Raymondcia och familjen Smittinidae. Inga underarter finns listade i Catalogue of Life.